# Tebello Nyokong
Tebello Nyokong (* 20. Oktober 1951 in Maseru, Lesotho) ist eine südafrikanische Chemikerin und Hochschullehrerin. Sie ist Professorin an der Rhodes University und forscht zu Anwendungen von Farbstoffen und Nanotechnologie in der Krebsbehandlung, Sensorik und Schadstoffbekämpfung.

## Leben und Werk
Nyokong verbrachte die meisten ihrer ersten acht Jahre außerhalb ihres Geburtslandes. 1972 erhielt sie ihr Cambridge Overseas School Certificate und 1977 erwarb sie einen Bachelor-Abschluss in Chemie und Biologie an der National University of Lesotho. Sie erhielt ein Stipendium der Canadian International Development Agency für ein Postgraduiertenstudium und 1981 schloss sie an der McMaster University in Hamilton (Ontario) ihr Studium mit einem Master of Science in Chemie ab. 1987 promovierte sie an der University of Western Ontario in London (Ontario), wo sie von 1982 bis 1986 als Lehrassistentin tätig war.
Anschließend erhielt sie ein Fulbright-Stipendium für ein Postdoktorandenstudium an der University of Notre Dame in den USA. Nach ihrer Rückkehr unterrichtete Nyokong von 1987 bis 1991 an der Universität von Lesotho, bevor sie 1992 als Dozentin an die Rhodes University wechselte. Die Foundation for Research Development (heute National Research Foundation) erteilte ihr bald eine Zulassung, die es ihr ermöglichte, ein Forschungslabor an der Universität einzurichten. Von 1998 bis 2000 war sie Associate Professor of Physical-Inorganic Chemistry an der Rhodes University und anschließend bis 2006 Professor of Physical-Inorganic Chemistry. 20007 erhielt sie den Forschungslehrstuhl für Medizinische Chemie und Nanotechnologie, 2008 wurde sie Adjunct professor of chemistry an der Universität Tromsø in Norwegen und 2011 Distinguished Professor of Chemistry an der Rhodes University.

## Forschung
In ihrer Dissertation konzentrierte sich Nyokong auf die Synthese und Untersuchung von Phthalocyaninen, einer Klasse von Verbindungen mit verschiedenen Anwendungen in Bereichen wie Medizin und Technologie, und erforschte neuartige Möglichkeiten zur Einbindung von Metallen in Phthalocyanine und untersuchte deren fotophysikalische Eigenschaften.

### Photodynamische Therapie (PDT)
Nyokong betreibt Forschungen zur Photodynamischen Therapie zur Krebsdiagnose und -behandlung, eine Alternative zur Chemotherapie. Sie bieten eine erschwingliche und zugängliche Lösung für die Krebsbehandlung, insbesondere in ressourcenarmen Umgebungen. Bei der Methode werden Moleküle entwickelt, die als chemische Sensoren verwendet werden können, um Moleküle zu erkennen, die mit Krankheiten in Verbindung stehen. Im Gegensatz zur Chemotherapie bewahrt diese Technik gesunde Zellen und tötet Krebszellen nur durch Laser ab. Auf diesem Gebiet wurden bereits mehrere Studien durchgeführt und sie zeigte, wie die Kombination von Laserlicht mit Farbstoffen und Nanopartikeln es ermöglichen kann, Krebs sicherer zu erkennen und zu behandeln und so die schädlichen Auswirkungen der Chemotherapie zu begrenzen.
Die Therapie basiert auf der Verwendung des Farbstoffs, der zum Färben von Blue-Jeans-Kleidung verwendet wird und an sich inert und harmlos ist, aber durch die Einwirkung eines roten Laserstrahls aktiviert werden kann. Das System, das in einigen Ländern zugelassen ist, zerstört Berichten zufolge weder Haare noch gesunde Zellen und verursacht auch keine Übelkeit.

### Materialwissenschaft und Nanotechnologie
Ein weiterer Bereich ihrer Forschung konzentriert sich auf die Anwendung der Nanotechnologie in der Materialwissenschaft. Sie untersucht die Synthese und Charakterisierung von Nanomaterialien mit einzigartigen Eigenschaften und eröffnet damit neue Möglichkeiten in verschiedenen Bereichen.
2007 gehörte sie zu den drei am meisten publizierenden Wissenschaftlern Südafrikas und 2013 erhielt sie den Lifetime Achievement Award der National Research Foundation. Am 30. Juli 2024 betrug ihr h-Index 85.
Sie war für den Fotografen Adrian Steirn das Motiv eines fotografischen Porträts für 21 Icons, in dem sie in ihre Kindheitsrolle als Hirtin zurückversetzt wurde. Kopien des Bildes wurden für wohltätige Zwecke verkauft.

## Auszeichnungen und Ehrungen (Auswahl)
- 2001: Fellow of the Royal Society of South Africa
- 2004: Bronze Order of Mapungubwe
- 2009: UNESCO-L’Oréal-Preis
- 2010: Ehrendoktorwürde der Walter-Sisulu-Universität
- 2010: Ehrendoktorwürde der University of South Africa
- 2012: Fellow of the African Academy of Sciences
- 2016: Kwame Nkrumah Scientific Award, Afrikanische Union
- 2017: Order of Mapungubwe[7]
- 2018: Ehrendoktorwürde der Universität von KwaZulu-Natal
- 2019: Ehrendoktor der Western University London
- 2021: Ehrendoktorwürde der McMaster University
- 2022: Mitglied der Päpstlichen Akademie der Wissenschaften[8]
- 2023: Benennung des  neuen Forschungsgebäudes der Rhodes  nach ihr  Tebello Nyokong Institute of Nanotechnology Innovation
- 2024: Ehrendoktorwürde des Imperial College London[9]